# Eddie Eagan
Eddie Eagan (n. 26 aprilie 1897, Colorado, SUA – d. 14 iunie 1967, Rye⁠(d), New York, SUA) a fost un boxer și bober ce a reprezentat Statele Unite ale Americii, medaliat olimpic. A participat la 3 ediții ale Jocurilor Olimpice (1920, 1924, 1932) în care a câștigat două medalii de aur, una la box și una bob.